# Periacma
Periacma é um gênero de traça pertencente à família Agonoxenidae.